# Clumsy (álbum)
| Críticas profissionais | Críticas profissionais |
| Avaliações da crítica  | Avaliações da crítica  |
| Fonte                  | Avaliação              |
| ---------------------- | ---------------------- |
| allmusic               | link                   |

Clumsy é o segundo álbum de estúdio da banda Our Lady Peace, lançado em 1997.

## Faixas
Todas as faixas escritas e compostas por Mike Turner, Raine Maida, Jeremy Taggart e Arnold Lanni, letras de Raine Maida. 
1. "Superman's Dead" — 4:16
2. "Automatic Flowers" — 4:05
3. "Carnival" — 4:48
4. "Big Dumb Rocket" — 4:23
5. "4am" — 4:17
6. "Shaking" — 3:37
7. "Clumsy" — 4:29
8. "Hello Oskar" — 3:03
9. "Let You Down" — 3:53
10. "The Story of 100 Aisles" — 3:45
11. "Car Crash" — 5:07

## Desempenho nas paradas musicais
| Parada musical (1997)            | Posição |
| -------------------------------- | ------- |
| Estados Unidos - Top Heatseekers | 1       |
| Estados Unidos - Billboard 200   | 76      |
| Canadá - Top Canadian Albums     | 1       |

## Créditos
- Duncan Coutts — Baixo
- Raine Maida — Vocal, guitarra acústica, piano
- Jeremy Taggart — Bateria, percussão
- Mike Turner — Guitarra elétrica